# Rokin
El Rokin es un canal y una importante calle del centro de Ámsterdam (Países Bajos). La calle discurre desde la Muntplein hasta la plaza Dam. El canal también discurría desde la Muntplein hasta la plaza Dam, pero en 1936 el tramo entre la plaza Spui y la plaza Dam fue rellenado. Actualmente, los barcos están amarrados en el resto del canal, desde el río Ámstel hasta Grimburgwal.

## Historia

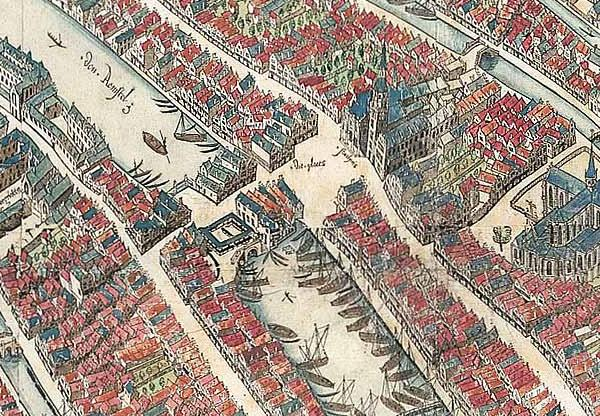
Ámsterdam en 1544, con la plaza Dam en el centro y el Rokin arriba a la izquierda. En 1936, el Rokin fue rellenado desde la plaza Dam hasta la plaza Spui.

Originalmente, el Rokin era una sección del río Amstel, y entonces era conocido como Ruck-in (de inrukken, que significa «retirarse»), debido a que algunas de las casas del Amstel tuvieron que ser acortadas para construir allí los muelles en el siglo xvi.
La primera bolsa de materias primas de Ámsterdam fue construida entre 1608 y 1609 en la esquina del Rokin y la plaza Dam. La bolsa, diseñada por Hendrik de Keyser, desempeñó un papel fundamental en el éxito económico de la ciudad durante el Siglo de Oro neerlandés. Este edificio fue demolido en 1835.
Durante la construcción de la línea 52 del Metro de Ámsterdam, los arqueólogos excavaron en el Rokin hasta una profundidad de aproximadamente 20 metros. Se espera que los hallazgos arqueológicos en lo que era el río Amstel arrojen luz sobre la historia de Ámsterdam y sobre el paisaje y el entorno de la zona en los milenios previos a la fundación de la ciudad.
La Mirakelkolom, que normalmente se encuentra en el Rokin, fue retirada temporalmente durante la construcción de la línea del metro. La Mirakelkolom es una columna de piedra hecha de restos de la capilla de Heilige Stede o de Nieuwezijds, una capilla construida para conmemorar el milagro de la hostia de 1345 y demolida en 1908.
El 9 de mayo de 1977, un incendio en el Rokin se cobró la vida de treinta y tres personas.

## Lugares de interés

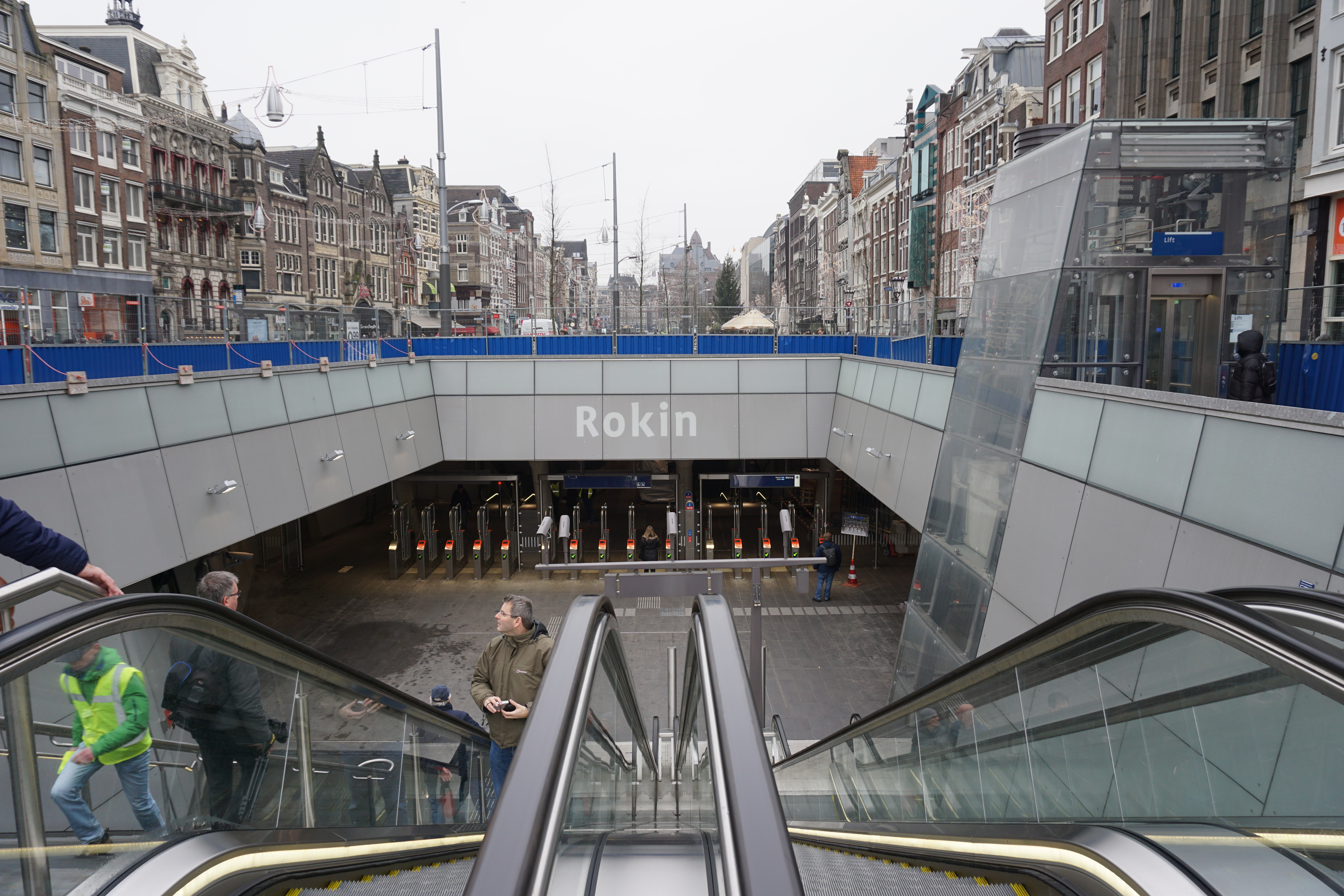
Entrada a la estación de metro del Rokin.

- Arti et Amicitiae, una sociedad de artistas y galería de arte situada en la esquina del Rokin y la plaza Spui, construida en 1841 y diseñada en parte por Hendrik Petrus Berlage.
- Las antiguas oficinas de la Marine Insurance Company Limited en el n.º 69 del Rokin, un edificio modernista de 1901 diseñado por Gerrit van Arkel.
- La tienda de tabaco Hajenius en el n.º 92-96 del Rokin, proveedor real de puros y otros productos del tabaco desde 1826. Tanto el exterior del edificio, de 1914, como su interior, ricamente decorado, fueron diseñados por los hermanos Van Gendt, hijos del célebre arquitecto del siglo xix Adolf Leonard Van Gendt.
- El Museo Allard Pierson de antigüedades, en el Oude Turfmarkt, situado en la antigua sede del Banco de los Países Bajos.
- El Magazijn De Gouden Bril, el óptico más antiguo de los Países Bajos, en el n.º 72 del Rokin. El edificio tiene una estatua de un mono con binoculares en la azotea.
- La casa de Pieter Janszoon Sweelinck, hijo del compositor y organista Jan Pieterszoon Sweelinck, en el n.º 145 del Rokin, construida entre 1642 y 1643 bajo la dirección de Philips Vingboons, con un magnífico ejemplo de hastial de cuello alto en la cima del edificio.
- El Hotel de l'Europe, en la esquina de la Nieuwe Doelenstraat y el Rokin, un imponente edificio de 1895-1896.

## Transporte
En julio de 2018 se inauguró la estación de metro del Rokin en la línea 52 del Metro de Ámsterdam. El Rokin también es servido por las líneas 4, 14 y 24 del tranvía.